# Étienne Loulié
Étienne Loulié (Parigi, 1654 – Parigi, 16 luglio 1702) è stato un musicista, pedagogo e teorico della musica francese.

## Biografia

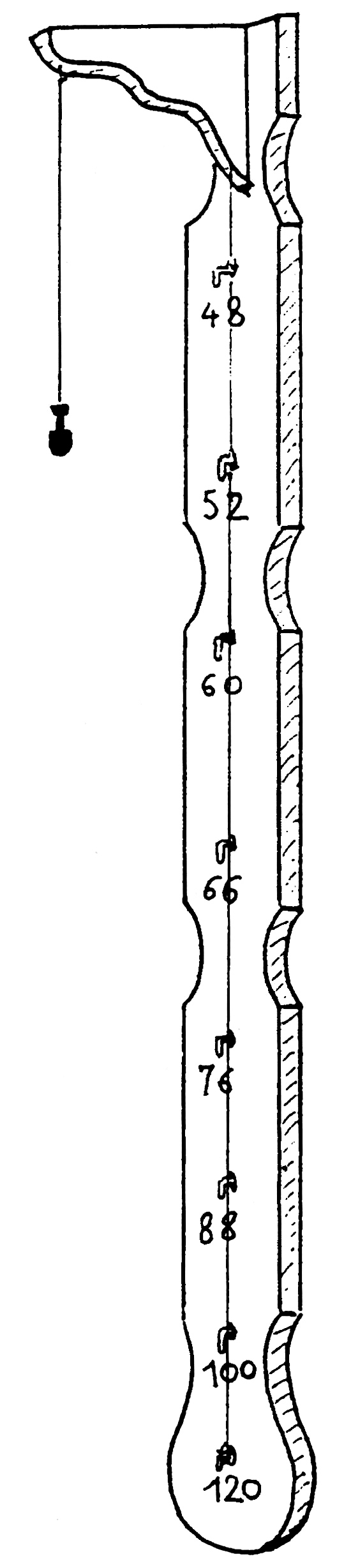
Cronometro di Loulié

Nato a Parigi nel 1654, Étienne Loulié imparò pratica e teoria musicale con il maestro René Ouvrard presso la Sainte-Chapelle di Parigi. Nel 1673 lasciò la Saint-Chapelle per entrare al servizio di Maria I di Guisa come suonatore di clavicembalo, organo, viola da gamba e flauto. Durante gli anni ottanta del XVII secolo Loulié si interessò di pedagogia musicale e scrisse una serie di libri sull'argomento. Negli stessi anni strinse amicizia con Sébastien de Brossard, che successivamente conserverà molti scritti di Loulié.
Dal 1688 al 1691 collaborò con il matematico Joseph Sauveur per avviare agli studi il giovane Filippo II di Borbone-Orléans. In seguito, sempre con Sauvers, Loulié compì diversi studi sull'acustica, inventando strumenti come il cronometro di Loulié, per stabilire in maniera esatta a quale velocità andassero eseguiti i brani musicali, e il sonometro, per accordare i clavicembali.
Étienne Loulié morì a Parigi nel 1702.

## Opere
- Éléments, ou Principes de musique mis dans un nouvel ordre (Parigi, 1696).
- Abrégé des principes de musique, avec leçons sur chaque difficulté de ces mesmes principes (Parigi, 1696).
- Nouveau sistème de musique, ou nouvelle division du monocorde [...] avec la description et l'usage du sonomètre (Parigi, 1698).
- Numerosi manoscritti di teoria musicale, solfeggio, composizione e storia della musica.
- Un incompleto trattato sulla musica antica.